# كورتيس روب
كورتيس روب (بالإنجليزية: Curtis Robb)‏ هو منافس ألعاب قوى بريطاني، ولد في 7 يونيو 1972 في ليفربول في المملكة المتحدة.

## وصلات خارجية
- كورتيس روب على موقع الاتحاد الدولي لألعاب القوى (الإنجليزية)
- كورتيس روب على موقع أوليمبيديا (الإنجليزية)
- كورتيس روب على موقع اللجنة الأولمبية البريطانية (الإنجليزية)
- كورتيس روب على موقع اتحاد ألعاب الكومنولث (مؤرشف) (الإنجليزية)